# Прокофьев, Евгений Иванович
Евгений Иванович Прокофьев (род. 8 апреля 1951, Казань, Татарская АССР, РСФСР, СССР) — советский и российский архитектор. Лауреат Государственной премии Российской Федерации (1999).

## Биография
Евгений Иванович Прокофьев родился 8 апреля 1951 года в Казани.

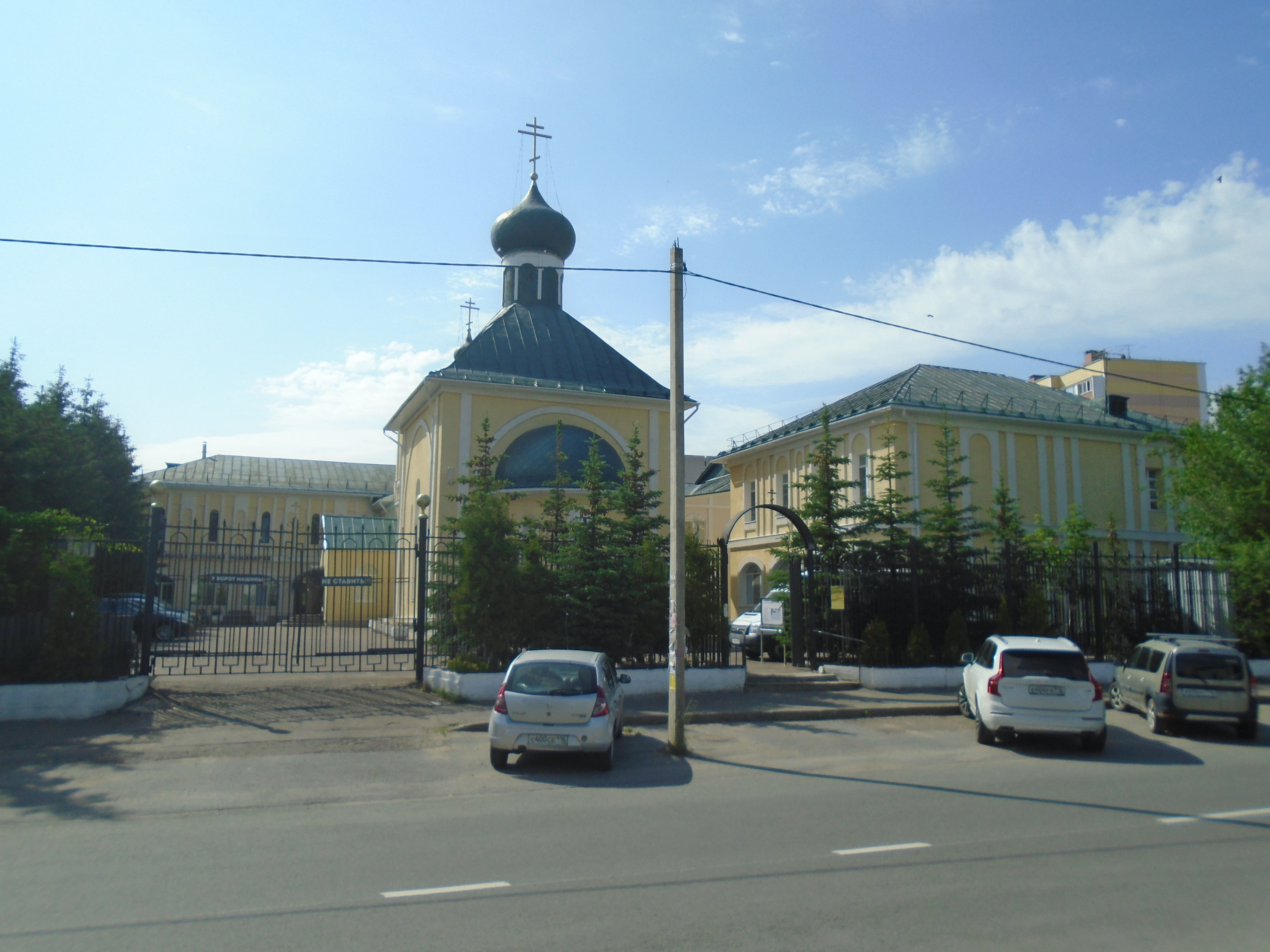
Казанская семинария, ул. Челюскина

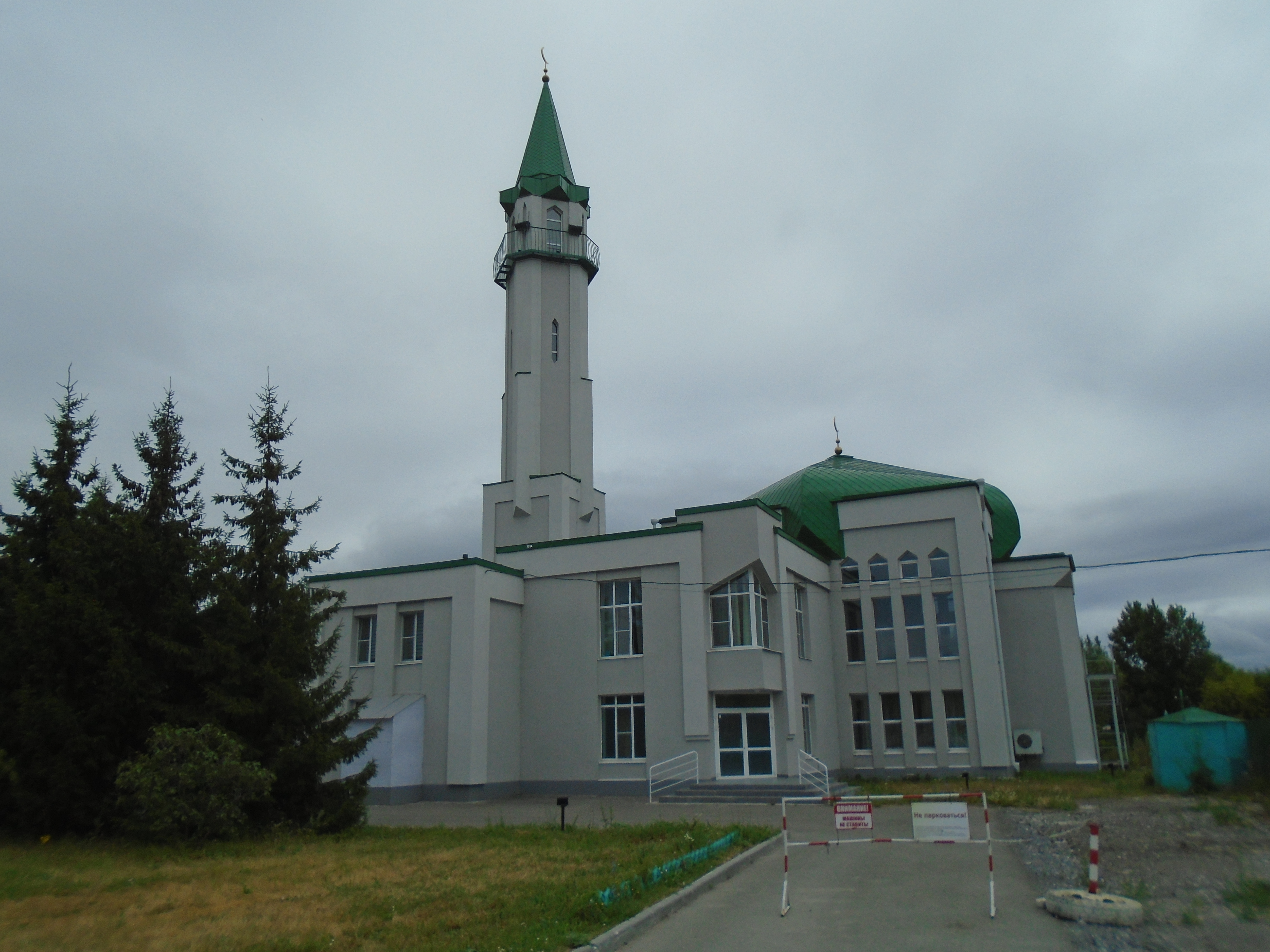
Мечеть «Булгар», ул. Мусина

В 1969 году поступил на архитектурно-строительный факультет Казанского инженерно-строительного института, который окончил в 1974 году. После получения образования профессионально занялся архитектурой, стал автором многих проектов, реализованных на территории Татарстана. В частности, вместе с В. П. Логиновым и А. И. Чебиневым выступил автором проектов застройки административной площади Ленинского района (1981) и детальной планировки северо-восточной части Казани (1986). В дальнейшем, в соавторстве с Логиновым спроектировал здания духовной семинарии и епархиального управления с церковью Иоанна Кронштадтского на улице Челюскина (1991), а также мечети «Булгар» на улице Мусина (1991—1993), ставшей образцом авангардной храмовой архитектуры в формах рационализма.
В 1994 году вместе с Логиновым создал творческую мастерскую «ВЕЛП», название которой было образовано от имён и фамилий архитекторов. В 1994—1996 годах по проекту Прокофьева и Логинова был фактически заново построен Государственный Большой концертный зал Республики Татарстан имени С. Сайдашева, реконструированный из здания актового зала Казанской консерватории (1967, арх. М. Х. Агишев). По некоторым оценкам, вместо обветшалого и устарелого сооружения из стекла и бетона появилось полноценное концертное пространство, фасад здания которого гармонично вписан в ансамбль площади Свободы, а интерьер выдержан в неоклассицистическом стиле с использованием татарского национального орнамента. Данная работа стала одним из самых ярких проектов Логинова и Прокофьева, за который они были удостоены Государственной премии Российской Федерации.

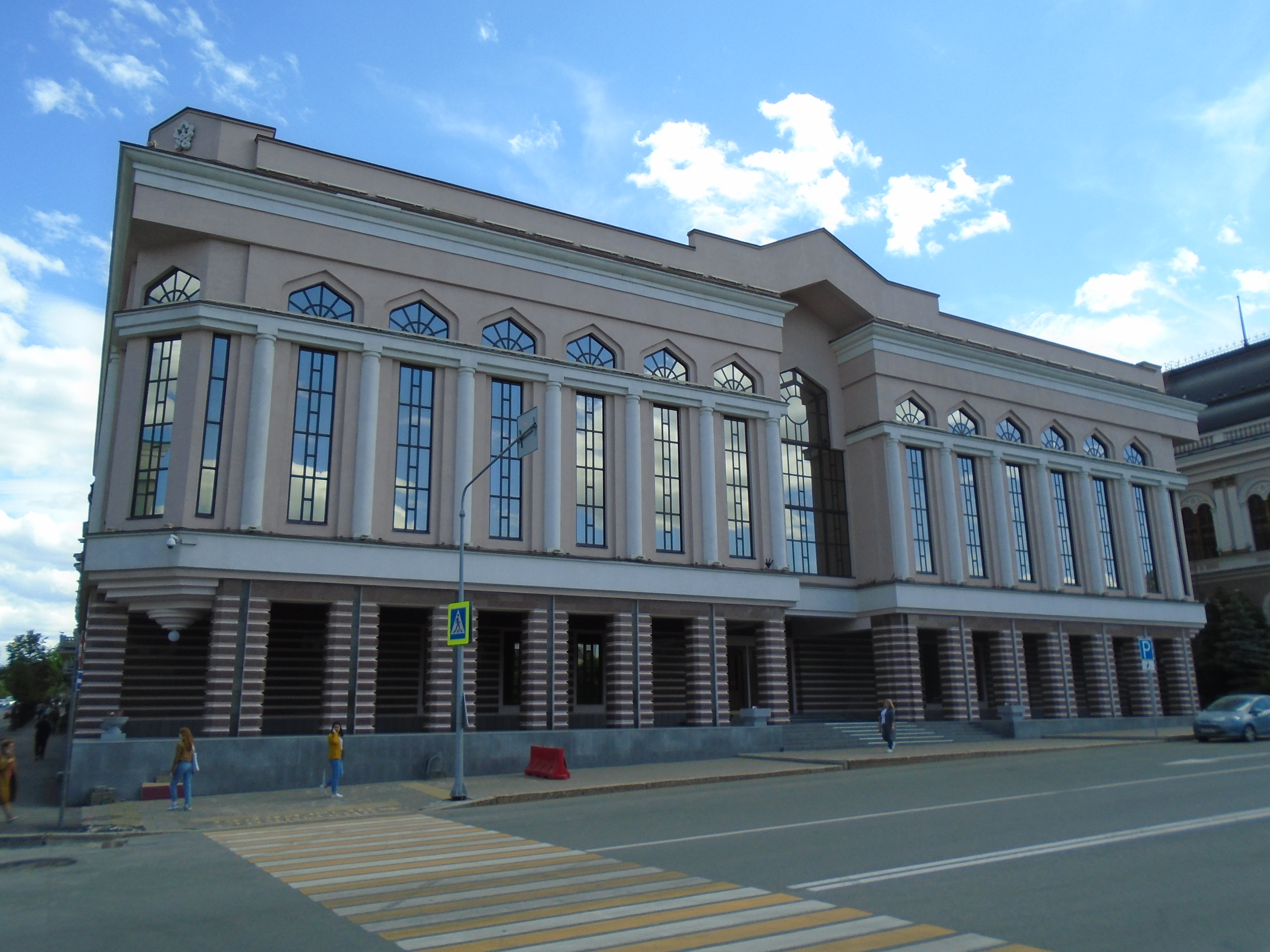
БКЗ им. Сайдашева, пл. Свободы
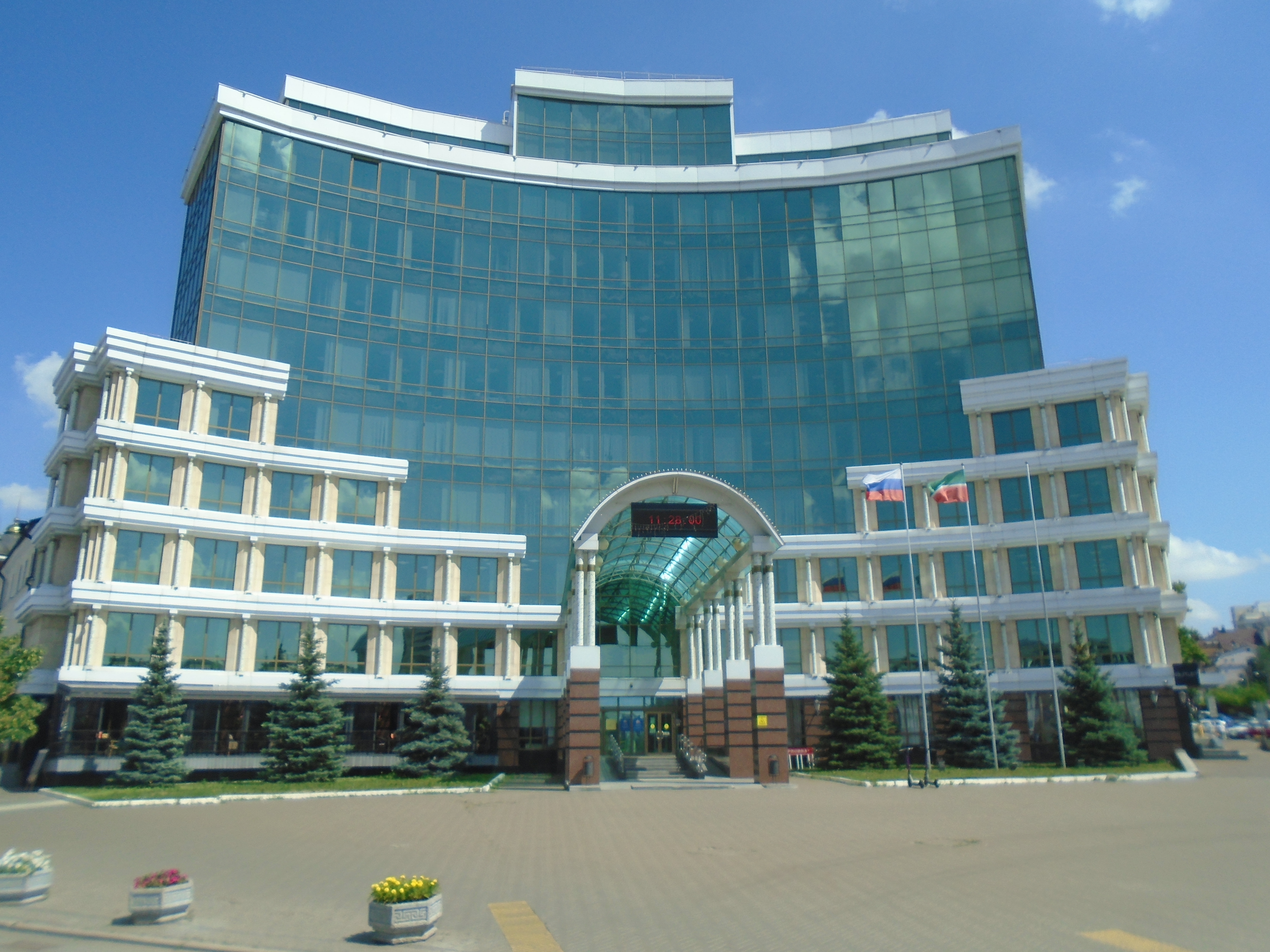
Пенсионный фонд, ул. Пушкина
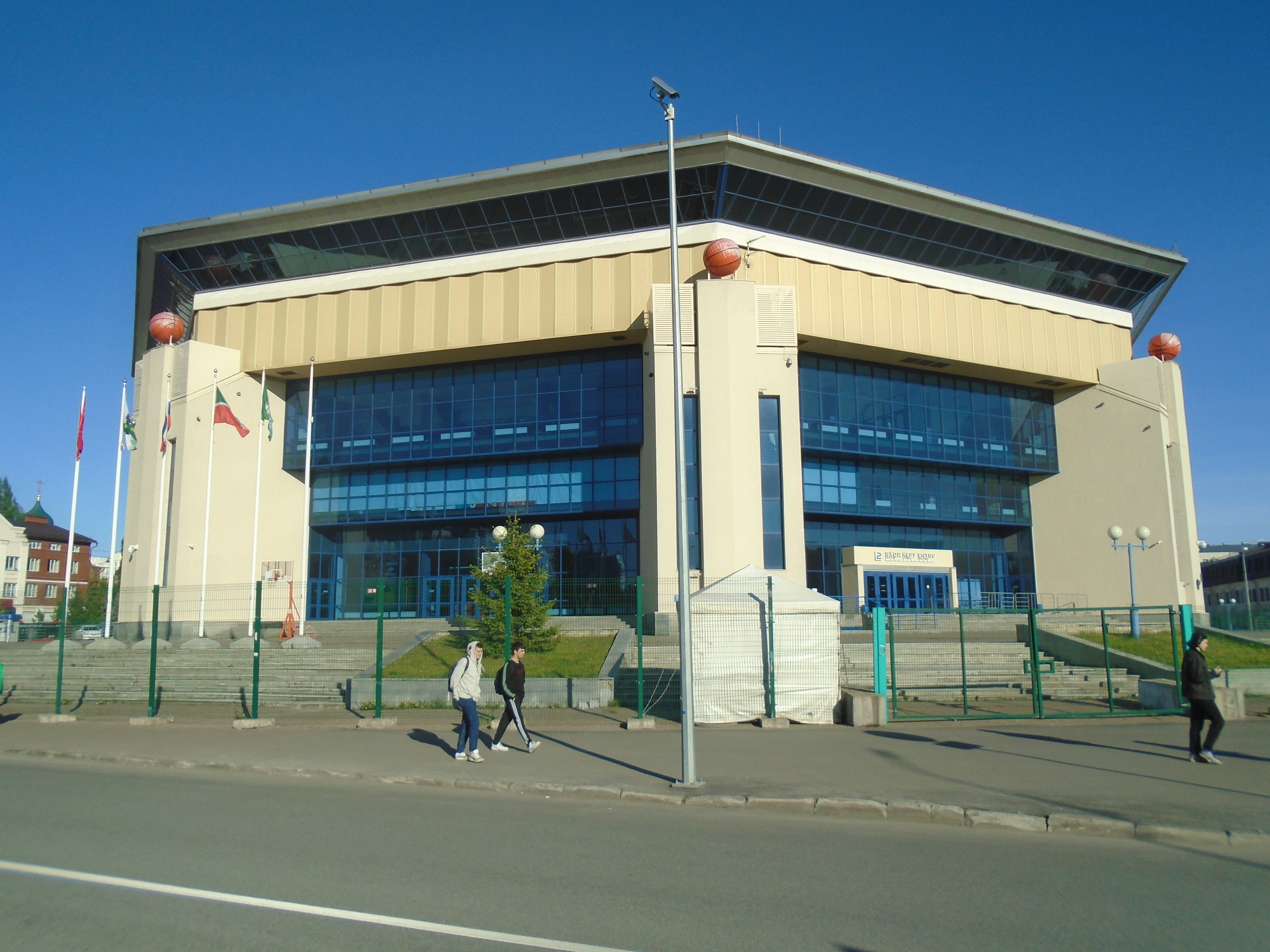
«Баскет-холл», ул. Спартаковская
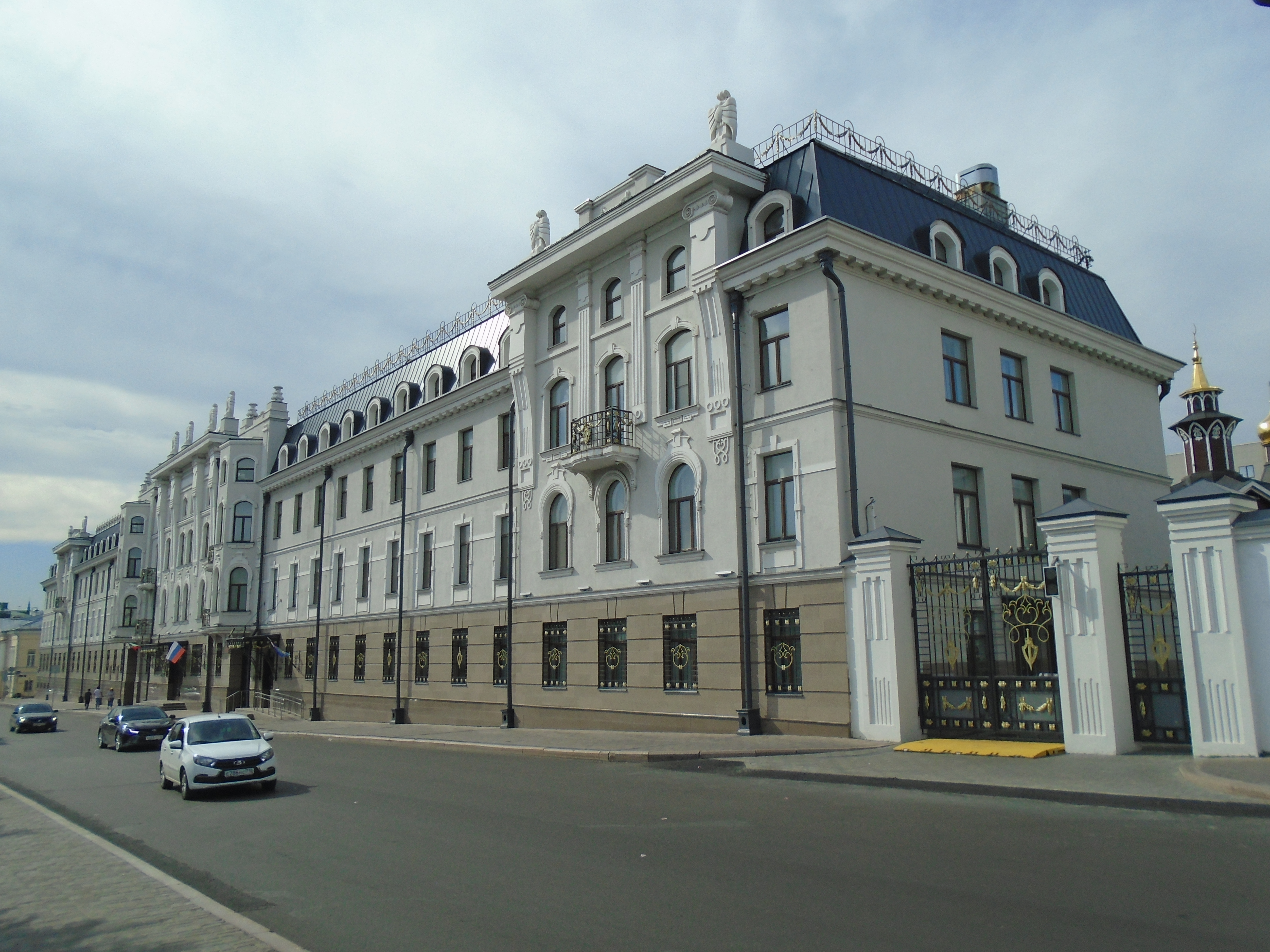
Здание МВД по РТ, ул. Дзержинского

В 2000 году Прокофьев и Логинов в составе авторского коллектива вместе с И. С. Абдрахмановым стали авторами реконструкции интерьеров губернаторского дворца под резиденцию президента Республики Татарстан с частичной реставрацией элементов исторической отделки и введением мотивов татарского национального стиля. В 2001 году выступил главным архитектором проекта штаб-квартиры татарстанского отделения Пенсионного фонда России (2005). Данное здание стало ярким представителем эпохи «капиталистического романтизма», и, вместе с тем, ухудшило градостроительную ситуацию на улице Пушкина, а также испортило историко-архитектурную композицию центра Казани в целом, попав в составленный И. А. Варламовым список самых уродливых зданий России. По проекту Прокофьева и Логинова был построен «Баскет-холл» на улице Спартаковской (2002), который затем был тиражирован в Калининграде и Краснодаре; административное здание министерства внутренних дел по Республике Татарстан (2004—2005), построенное на месте сгоревшего исторического дома Лопатина; также они выступили авторами реконструкции привокзальной площади Казани с павильоном билетных касс (2004—2005), который был полностью снесён вместе с сграффито С. М. Бубеннова и В. К. Фёдорова, воссозданным затем заново.

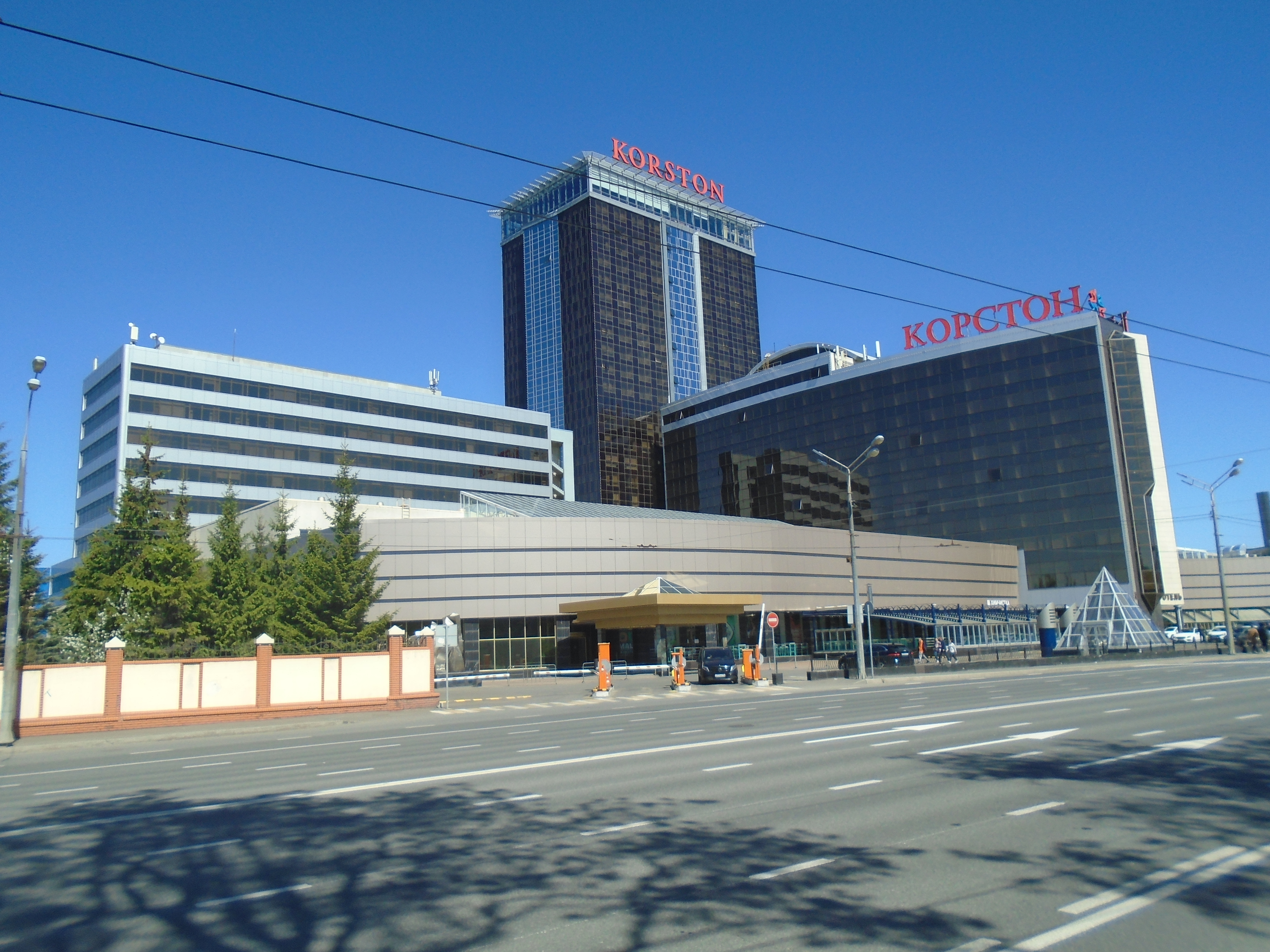
«Корстон», ул. Ершова

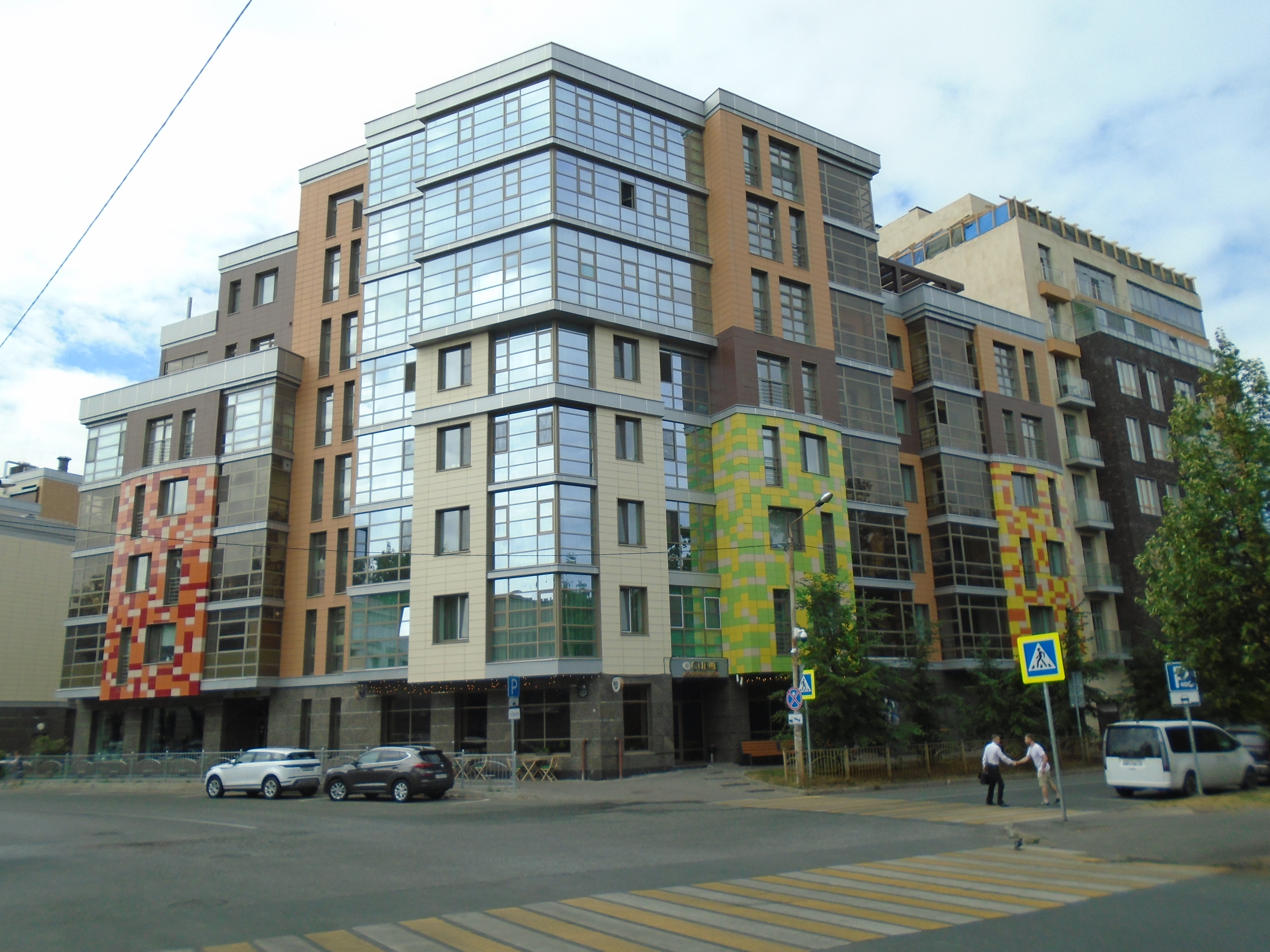
ЖК, ул. Муштари

Также Прокофьев был главным архитектором гостиничного комплекса «Корстон-Казань» на улице Ершова (первая очередь — 2002—2006; вторая очередь — 2012—2013 гг.), жилого комплекса на улице Муштари (2012), ради строительства которого был снесён ряд исторических зданий, в том числе дом Соловьёва — Куклиной, в котором жил В. И. Ульянов-Ленин. В 2013 году подготовил проект реконструкции пивоваренного завода Петцольда на улице Тукая, который был одобрен руководством Татарстана, но строительство так и не было начато. В 2019 году принимал участие в конкурсе на реконструкцию торгового центра «Кольцо» на улице Пушкина, но проект мастерской «ВЕЛП» занял второе место. В 2022 году выступил подписантом письма против строительства соборной мечети вместо парка «Кырлай», так как «решение по размещению такого крупного объекта на правом берегу Казанки непосредственно напротив Кремля несет в себе множество противоречий и угроз», учитывая, что такая ситуация «является только частью общей проблемы, при которой принятие решений по размещению значимых градостроительных объектов носит случайный и бессистемный характер».
Член Союза архитекторов России (с 1983 года), также состоит в Союзе дизайнеров России. В 1989 году защитил диссертацию «Реконструкция исторической жилой застройки на базе существующего крупнопанельного домостроения (на примере городов Среднего Поволжья)» в Московском архитектурном институте под научным руководством А. Б. Некрасов, получив учёную степень кандидата архитектуры. В 1998 году стал заведующим новообразованной кафедры рисунка, позднее преобразованной в кафедру изобразительных искусств КГАСУ. В 2008 году занял должность директора Института архитектуры и дизайна, реорганизованного из архитектурного факультета КГАСУ. В 2015 году избран заведующим кафедрой графического моделирования, сформированной путем слияния кафедры начертательной геометрии и графики с кафедрой изобразительного искусства. В 2017 году оставил пост директора Института, который заняла К. Р. Набиуллина. Имеет учёное звание профессора.

## Награды
- Государственная премия Российской Федерации (1999 год) — за создание интерьеров Большого концертного зала Республики Татарстан в г. Казани[57]. Вручена президентом Российской Федерации В. В. Путиным на церемонии в Московском Кремле[58][59].
- Орден Дружбы (1996 год) — за заслуги перед государством, большой вклад в строительство объектов социально-культурного назначения в городе Казани и многолетний добросовестный труд[60].
- Почётное звание «Заслуженный архитектор Республики Татарстан[тат.]» (2005 год)[1].

## Личная жизнь
Жена — Роза Закировна (род. 1945), доктор педагогических наук, профессор Казанского национального исследовательского технологического университета. Дочь — Оксана (род. 1975), врач.